# Deshengmen

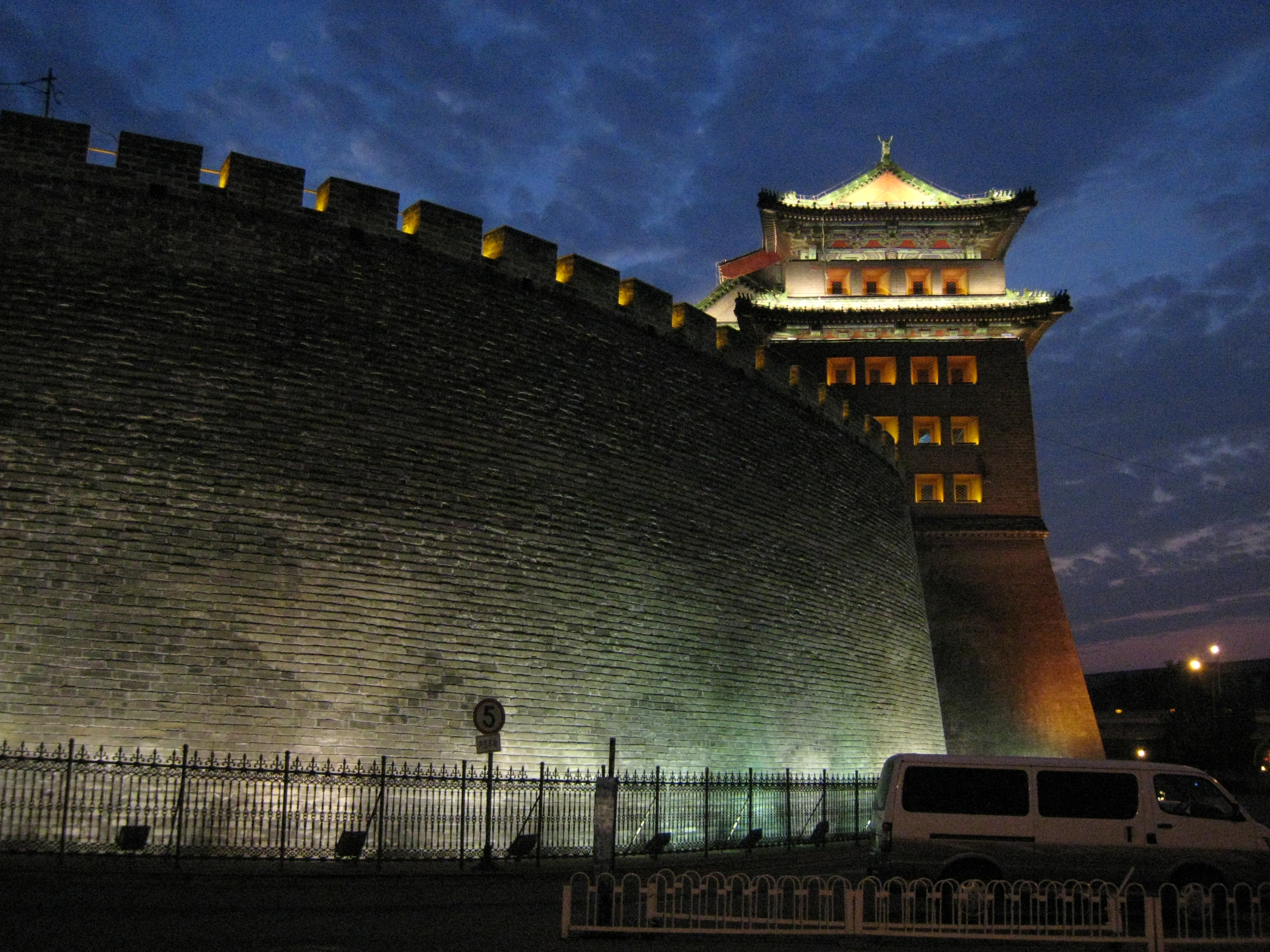
Deshengmen

Deshengmen (Brama Moralnego Tryumfu; chin. upr. 德胜门, chin. trad. 德勝門, pinyin Déshèngmén) – dawna brama miejska Pekinu.
Wzniesiona w 1437 roku brama znajdowała się w północnej części murów miejskich. Pierwotnie składała się z trzech części: bramy, wieży łuczniczej i barbakanu. Tradycyjnie wracały przez nią do miasta zwycięskie oddziały. 
Brama została wyburzona w 1921 roku i do czasów dzisiejszych zachowały się jedynie barbakan oraz wieża łucznicza, zajmujące łącznie powierzchnię 4,000 m². Wieża ma wymiary 31,5×16,8 m i 36 metrów wysokości. Obecnie mieści się w niej muzeum starych monet. 